# Vincenz Czerny
Vincenz Czerny, född 19 november 1842 i Trautenau, Böhmen, död 3 oktober 1916 i Heidelberg, var en böhmisk kirurg.
Czerny studerade i Wien, var en tid assistent hos Theodor Billroth, blev 1866 medicine doktor samt kallades 1871 till kirurgie professor i Freiburg och 1877 i Heidelberg. År 1906 lämnade han professuren och blev ledare för det i Heidelberg nyinrättade institutet för experimentell cancerforskning. 
Czerny publicerade en mängd avhandlingar om exstirpation av struphuvudet, matstrupen, njuren och livmodern, om mag- och tarmresektioner, om radikaloperation för bråck med mera. Från 1884 var han medutgivare av "Beiträge zur klinischen Chirurgie". Han var även generalfältläkare och blev ledamot av svenska Vetenskapsakademien 1901.